# رودريغو فرناندس
رودريغو فرناندس هو لاعب كرة قدم برتغالي في مركز الوسط، ولد في 23 مارس 2001 في البرتغال. لعب مع سبورتينغ لشبونة.

## وصلات خارجية
- رودريغو فرناندس على موقع قاعدة بيانات كرة القدم.إي يو (الإنجليزية)
- رودريغو فرناندس على موقع Soccerway.com (الإنجليزية)